# Vive la télé
Vive la télé est une émission de télévision de Gérard Jourd'hui et Serge Michel diffusée du lundi au vendredi de 13h30 à 17h00 du 7 septembre 1987 au 7 juillet 1989 sur La Cinq.

## Historique
Cette émission est née d'un accord permettant à La Cinq d'exploiter pendant 3 ans, 1500 heures d'émissions françaises sur les 20000 heures exploitables. Elle puise séries et documents d'époque aux archives de l'INA ainsi qu'à Daidy Davis-Boyer, permettant à la Cinq de respecter son quota de diffusion d'œuvres françaises tout en servant la « mémoire de la télévision ».

## Principe de l'émission
Comme l'émission Sixties produite par Jourd'hui un an auparavant sur TV6, l'émission propose de revoir d'anciennes grandes séries françaises de l’ORTF, quelques séries américaines entrecoupées d'extraits d'actualités des années 1960 et 1970. Le tout rythmé par des jingles répétitifs et un habillage destiné à rendre la chaîne identifiable par ses téléspectateurs, et surtout par les retraités et les femmes au foyer présents devant leur poste.

### Séries françaises
- Les Saintes chéries
- Arsène Lupin
- Les Nouvelles Aventures de Vidocq
- Chéri-Bibi
- Les Shadoks

### Séries américaines
- Kung Fu
- La Grande Vallée
- Max la Menace
- Bonanza